# Марахов, Юрий Николаевич
Ю́рий Никола́евич Марахов (4 ноября 1937, Саратов — 19 августа 1988, Саратов) — советский футболист, нападающий, полузащитник.
Начинал карьеру в команде КФК «Прогресс» Саратов. В 1962—1967 годах играл за «Сокол». Участник полуфинального матча Кубка СССР 1966/67 против московского «Динамо» (0:4) — вышел на замену на 82-й минуте.
Скончался в 1988 году в возрасте 50 лет.